# ライプツィヒ大学

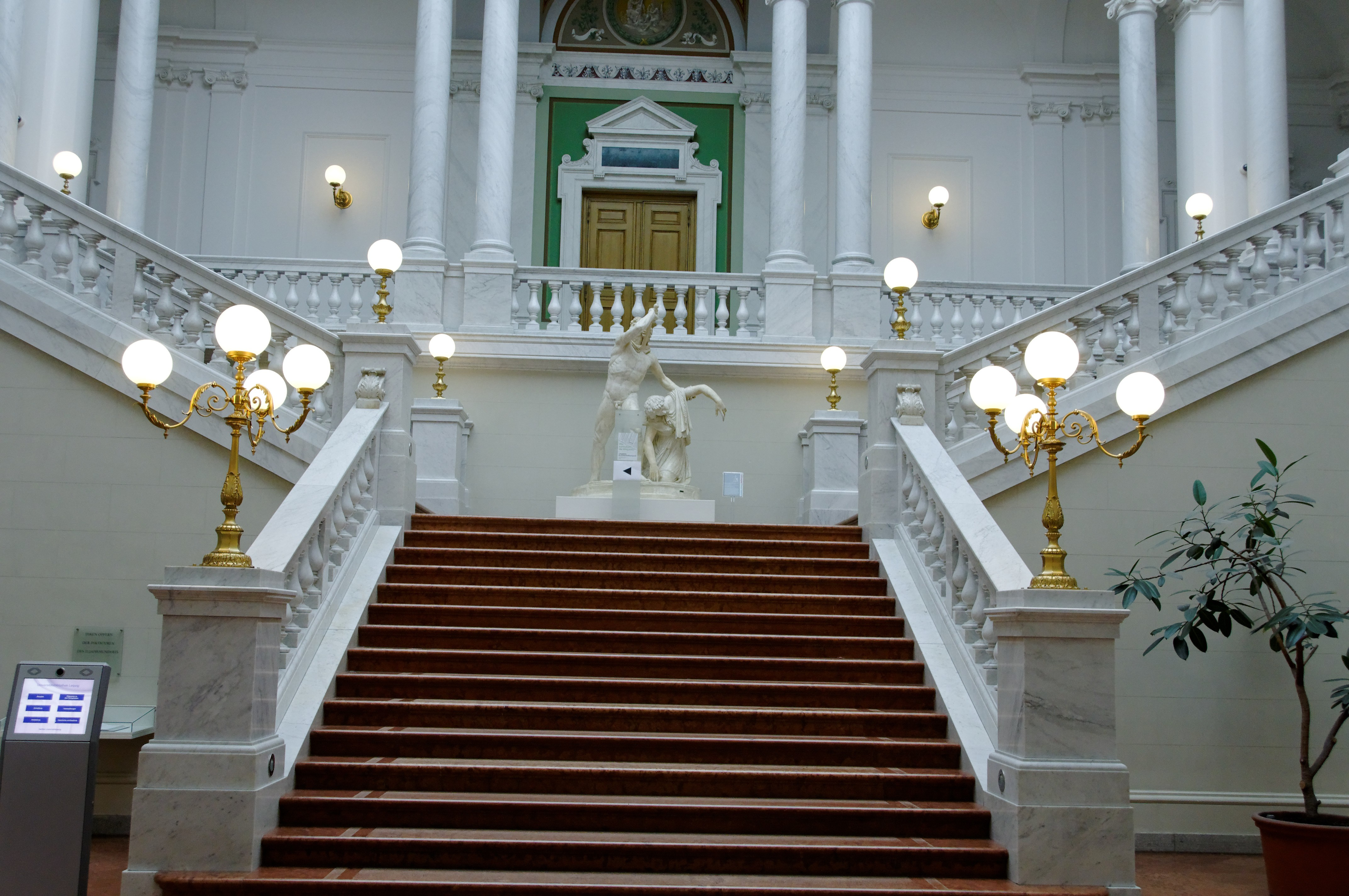
大学中央図書館

ライプツィヒ大学（ドイツ語: Universität Leipzig）は、ドイツのザクセン州ライプツィヒにある大学。東ドイツ（ドイツ民主共和国）時代はカール・マルクス大学と呼ばれていた。

## 概要
神学者のヤン・フスらによるチェコ人優遇策に抗議してプラハ大学を一斉に去ったドイツ人教員や学生を受け入れるためにマイセン辺境伯フリードリヒ4世が1409年に創立。フリードリヒはフス派と結んだボヘミア国王ヴェンツェルに個人的な反感を抱いていたこともあり大学創立の決意を固めたようである。大学設立のために彼は ピサの教皇アレクサンドル5世から特許状を得た。ドイツではハイデルベルク大学（1386年に創立）に次ぐ歴史と伝統を持つ。
かつてこの大学で教鞭を執ったことがある著名人として、ライプニッツ、歴史家のモムゼン、化学者のオストヴァルト、物理学者のハイゼンベルクとヘルツ、実験心理学を確立した心理学者のヴント、クラインの壺で有名な数学者クライン、メビウスの帯で有名な数学者メビウスなど。
また、ライプツィヒ大学で学んだ著名人としては、哲学者で作家のゲーテならびにニーチェ、作曲家のシューマンならびに歴史家のランケ、劇作家のレッシング、ロシアの作家ミハイル・プリーシヴィン、言語学者のソシュール、社会学者のデュルケーム、探検家のスタインなどが挙げられる。元ドイツ首相のアンゲラ・メルケルもここで物理学を専攻している。
また、ライプツィヒ大学で最も名高い学部は医学部だといわれており、エルヴィン・フォン・ベルツをはじめ、日本人では萩原三圭、三浦守治、森鷗外もここに留学して、ドイツ医学を学んだ。他にこの大学に留学した日本人として「味の素」を発明した化学者池田菊苗（オストヴァルトに師事）、ノーベル物理学賞受賞者の朝永振一郎（ハイゼンベルクに師事）などがいる。

## 組織
ライプツィヒ大学学長室（Rektorat）の議長は学長である。学長会には、1人のレクター（rector）と3人のキャンセラー（Kanzler）も含まれる。レクターとキャンセラーは教育・研究、研究・若手研究者の支援、組織の発展を担当していた。
ベアテ・シュッキングの新レクター就任後、職務が再分配された。現在では、教育・国際担当、研究・若手育成担当、開発・移転担当の3人のプロクターがいる。

### 学部（Fakultäten）
以下の学部を置く。

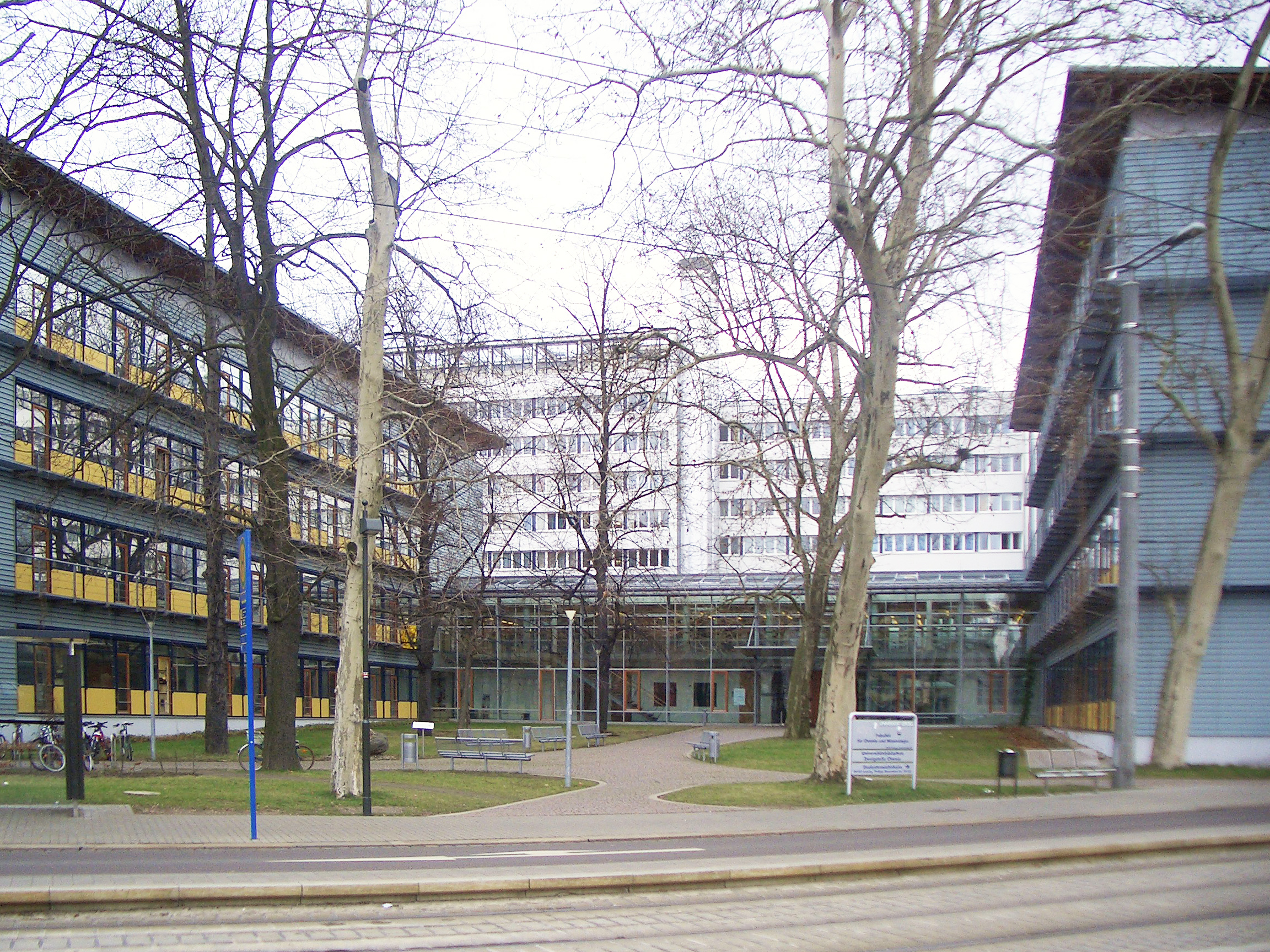
化学・鉱物学部、ヨハニサレー29番地（2005年撮影）

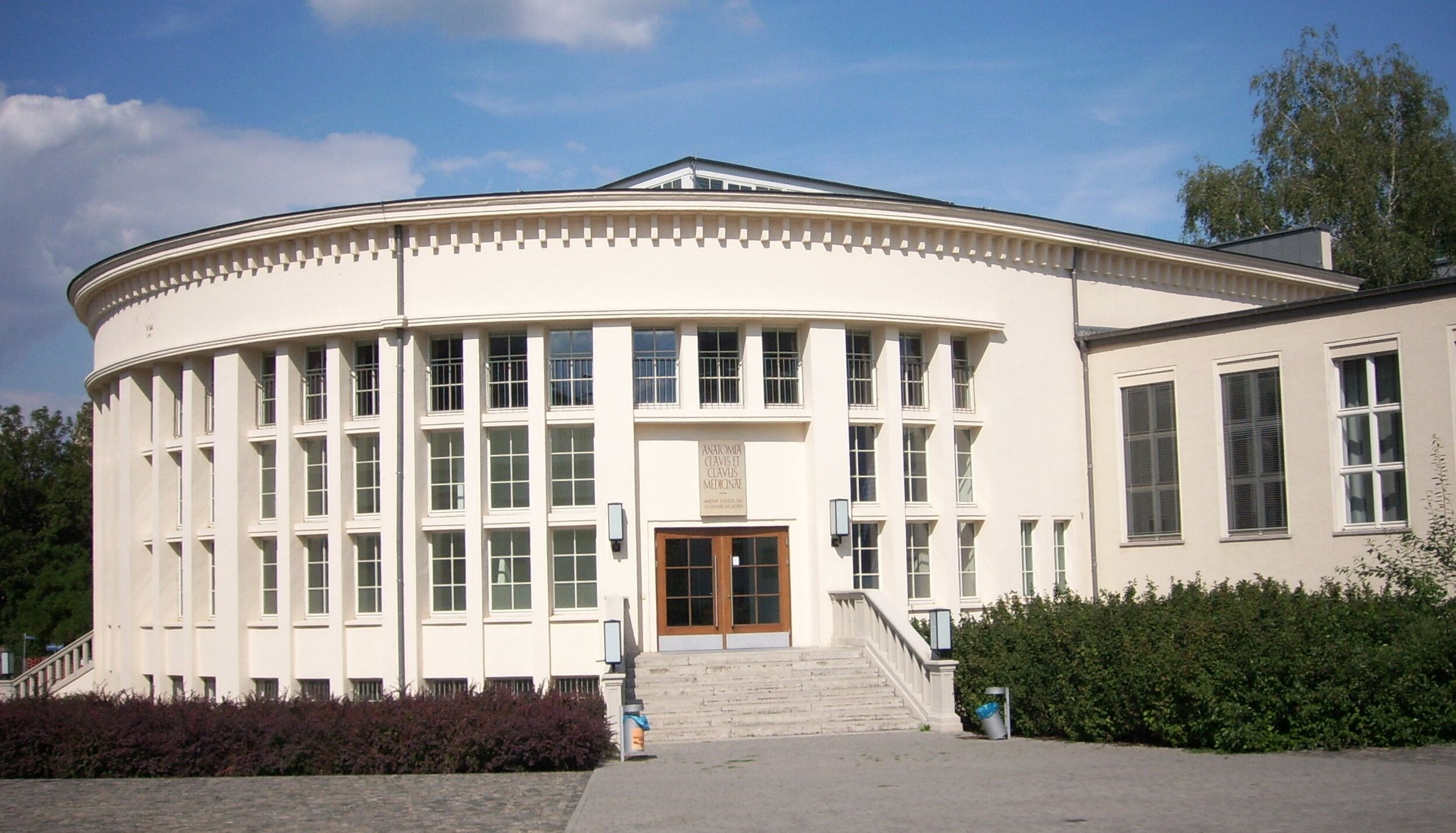
リービッヒ通りの解剖学講義室、1953年建設（2007年撮影）

1. Theologische Fakultät 神学部（福音主義神学）
2. Juristenfakultät 法学部
3. Fakultät für Geschichte, Kunst- und Orientwissenschaften 歴史・芸術・東洋学部
4. Philologische Fakultät 文献学部
5. Erziehungswissenschaftliche Fakultät 教育学部
6. Fakultät für Sozialwissenschaften und Philosophie 社会科学部・哲学部
7. Wirtschaftswissenschaftliche Fakultät 経済学部
8. Sportwissenschaftliche Fakultät スポーツ学部
9. Medizinische Fakultät 医学部
10. Fakultät für Mathematik und Informatik 数学・情報学部
11. Fakultät für Lebenswissenschaften 生命科学部
12. Fakultät für Physik und Geowissenschaften 物理・地球科学部
13. Fakultät für Chemie und Mineralogie 化学・鉱物学部
14. Veterinärmedizinische Fakultät 獣医学部

### センター（Zentrale Einrichtungen）

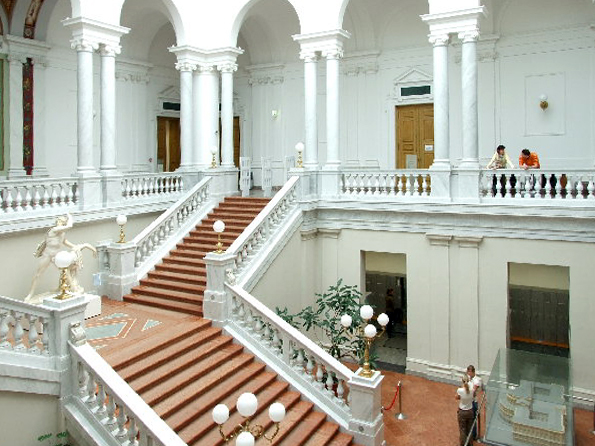
1891年開館のアルベルティーナ大学図書館の階段（2007年撮影）

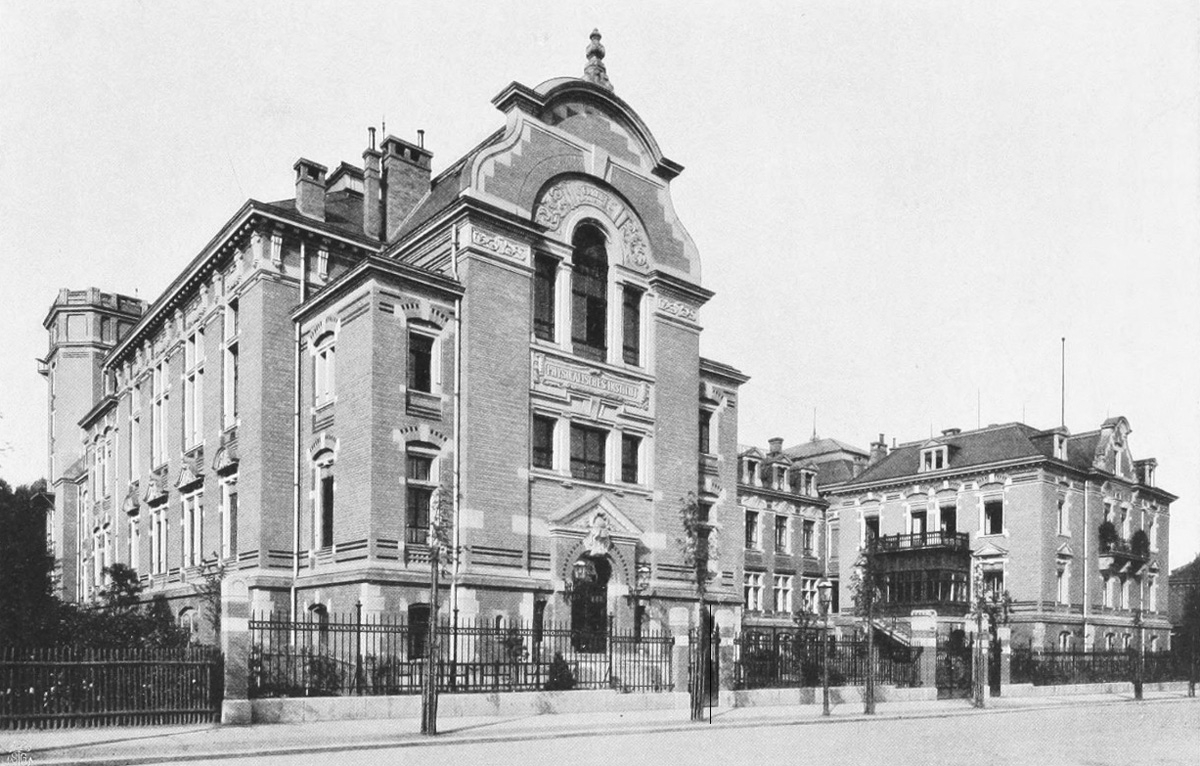
リネストラセ5番地に開設された物理学研究所（1909年撮影）

- Biotechnologisch-Biomedizinisches Zentrum バイオテクノロジー＝バイオメディカル・センター
- Career Center キャリアセンター
- Deutsches Literaturinstitut Leipzig ライプツィヒ・ドイツ文学研究所
- Deutsches Zentrum für integrative Biodiversitätsforschung (iDiv) ドイツ統合生物多様性研究センター（iDiv） - ハレ・イエナ・ライプツィヒ
- Hochschuldidaktische Zentrum Sachsen (HDS) ザクセン高等教育ディダクティクスセンター (HDS)
- Kustodie/Kunstsammlung der Universität Leipzig ライプツィヒ大学美術館
- Research Academy Leipzig ライプツィヒ研究アカデミー
- Research Centre Global Dynamics グローバルダイナミクス研究センター
- Sprachenzentrum ランゲージセンター
- Studienkolleg Sachsen ザクセン予備校 - 附属中等学校
- Sächsischer Inkubator für Klinische Translation ザクセン臨床翻訳インキュベーター
- Universitätsarchiv 大学アーカイブ
- Universitätsbibliothek Leipzig ライプツィヒ大学図書館
- Leipziger Universitätsmusik ライプツィヒ大学楽団
- Universitätsrechenzentrum 大学計算センター
- Zentrum für Balkanstudien バルカン半島研究センター
- Zentrum für Hochschulsport  大学スポーツセンター
- Zentrum für Höhere Studien 高等研究センター
- Zentrum für Internationale Wirtschaftsbeziehungen 国際経済交流センター
- Zentrum für Lehrerbildung und Schulforschung 教員研修・学校研究センター
- Zentrum für Medien und Kommunikation メディア・コミュニケーションセンター